# Крупецька сільська територіальна громада (Хмельницька область)
Крупецька сільська територіальна громада — територіальна громада в Україні, у Шепетівському районі Хмельницької області. Адміністративний центр — село Крупець.
Площа громади — 189,85 км², населення — 3507 мешканців (2019).
Утворена 2 жовтня 2017 року шляхом об'єднання Крупецької та Полянської сільських рад Славутського району.
5 жовтня 2018 року внаслідок добровільного приєднання до громади приєдналися Головлівська і Лисиченська сільські ради.

## Населені пункти
До складу громади входять 11 сіл:
| Село          | Населення (2019) |
| ------------- | ---------------- |
| Крупець       | 1038             |
| Лисиче        | 422              |
| Колом'є       | 413              |
| Головлі       | 390              |
| Полянь        | 351              |
| Стригани      | 351              |
| Комарівка     | 200              |
| Нижні Головлі | 124              |
| Потереба      | 83               |
| Хоровиця      | 76               |
| Дідова Гора   | 59               |